# Municipio Boconó
Boconó es uno de los 20 municipios que conforman geográficamente al estado andino venezolano de Trujillo, tiene 12 parroquias y su capital es la ciudad de Boconó, una de las más pobladas del estado.

## Historia
En este municipio, al igual que en gran parte del estado, habitó el grupo indígena cuica hasta finales del siglo xvi, cuando fue desplazado tras la conquista española. Su presencia marcó profundamente la identidad cultural de la región antes de la colonización.
Durante la Guerra de Independencia de Venezuela, en 1813, el Libertador Simón Bolívar pasó por la población de Boconó. Impresionado por la belleza natural del lugar, lo proclamó como el "Jardín de Venezuela", título que ha perdurado hasta la actualidad (no debe confundirse con el sobrenombre atribuido a la ciudad de Maracay).

## Geografía
El Municipio Boconó se ubica al sudeste del estado Trujillo, con 1365 km², es el más grande municipio del estado.

### Límites
- Al norte: al noroeste con el municipio trujillano de Pampán, al norte limita con el municipio, también trujillano de Carache y por el noreste, limita con otro municipio trujillano, Juan Vicente Campos Elías.
- Al sur: al suroeste limita con el municipio Bolívar, al sur limita con el municipio Cruz Paredes y al sureste con el municipio Alberto Arvelo Torrealba, todos del estado vecino llanero venezolano de Barinas.
- Al este: al este, en la mitad noreste, limita con el municipio Municipio San Genaro de Boconoíto y en la mitad sureste, con el municipio Sucre, ambos municipios del estado vecino llanero venezolano de Portuguesa.
- Al oeste: al oeste, en la mitad noroeste, el municipio delimita con el municipio capital del estado andino, Trujillo,y por la mitad suroeste delimita con el municipio trujillano de Urdaneta.

### Parroquias
| Parroquia             | Superficie | Población    | Densidad       |
| --------------------- | ---------- | ------------ | -------------- |
| Ayacucho              | km²        | 3.206 hab.   | hab./km²       |
| Boconó                | km²        | 27.435 hab.  | hab./km²       |
| Burbusay              | km²        | 4.577 hab.   | hab./km²       |
| El Carmen             | km²        | 30.095 hab.  | hab./km²       |
| Guaramacal            | km²        | 2.318 hab.   | hab./km²       |
| Monseñor Jáuregui     | km²        | 5.186 hab.   | hab./km²       |
| La Vega de Guaramacal | km²        | 2.283 hab.   | hab./km²       |
| Mosquey               | km²        | 5.536 hab.   | hab./km²       |
| Rafael Rangel         | km²        | 4.119 hab.   | hab./km²       |
| General Rivas         | km²        | 5.229 hab.   | hab./km²       |
| San José              | km²        | 6.279 hab.   | hab./km²       |
| San Miguel            | km²        | 3.977 hab.   | hab./km²       |
| Municipio Boconó      | 1.365 km²  | 100.240 hab. | 73,44 hab./km² |

#### Urbanas
- Boconó: Capital del municipio y donde se concentra en su mayoría la población urbana.
- Parroquia El Carmen: Segunda parroquia más importante, también forma parte del área urbana y capital de municipio.
- Parroquia Mosquey: Parroquia que cuenta con población rural y urbana, también junto a la parroquia Boconó y El Carmen forma parte de la capital del municipio.

#### Rurales

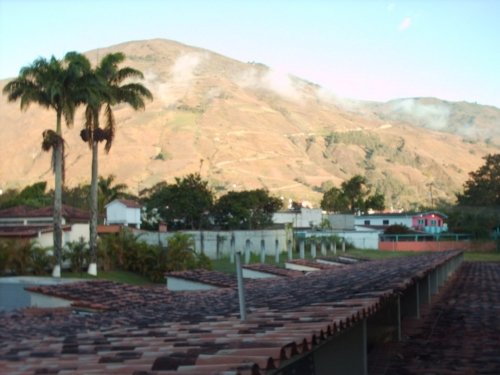
Afueras de la ciudad de Boconó.

- Parroquia Niquitao: Es una parroquia rural, un centro turístico de Boconó y una de las más visitadas por sus casas de arquitectura colonial y puesto que en ella se llevó a cabo la Batalla de Niquitao y esta el monumento a dicha batalla, batalla que fue clave para la independencia de Venezuela, este poblado es muy visitado por sus paisajes campestres, sus vinos de mora, su comida y sus internacionalmente conocidas mantecadas. Esta parroquia también es muy visitada porque cuenta con el de puente de mayor altitud sobre un riachuelo de Sudamérica, llamado Puente de Niquitao. También en Niquitao se encuentra la montaña más alta del estado, La Teta de Niquitao, con altitudes comprendidas entre 3200 y 4006 m s. n. m.
- Parroquia Las Mesitas: Es una parroquia rural, su clima es frío, es una de la parroquias con temperaturas más bajas en Boconó y del estado Trujillo, un hermoso poblado con un mágico atractivo muy visitado por los turistas internacionalmente, donde su gente vive de la agricultura (papa y zanahoria principalmente) y de la producción de queso ahumado artesanal.
- Parroquia Tostós: Esta parroquia es muy visitada por turistas en la época de Semana Santa, ya que en ella se celebra uno de los viacrucis vivientes más espectaculares del país.
- Parroquia San Rafael. Corresponde al pequeño y frío poblado de San Rafael de Boconó, con sus casas grandes y solariegas, y un ambiente tranquilo y a veces bucólico.
- Parroquia San Miguel: Es una parroquia muy visitada. En ella se encuentra la iglesia San Miguel de Boconó, una iglesia antigua declarada monumento histórico nacional en el año 1960. La principal fuente de trabajo es la agricultura. San Miguel festeja una tradición que se celebra todos los años, la fiesta de los Reyes Magos, donde los reyes bajan desde la loma de San Miguel y de la parte de Cabimbú bajan los Pastores y se concentran en el casco del poblado con sus tradicionales bailes.
- Parroquia Burbusay. Una parroquia de gente trabajadora de la agricultura y la ganadería, con un clima atemperado y constante durante todo el año.
- Parroquia Ayacucho: Conocida como Batatal es la entrada al municipio por el lado norte, tiene dentro de sus límites al Río Negro, un majestuoso río, que a pesar de sus frías aguas es una elección para acampar por muchos visitantes.
- Parroquia Guaramacal.
- Parroquia Vega de Guaramacal.

Estas tres últimas parroquias tienen climas muy variados ya que son zonas con vegetación variable, y a ellas pertenecen el Parque nacional General Cruz Carrillo, conocido como Parque nacional Guaramacal uno de los parques más grandes de la Región Andina.

### Demografía
El municipio tiene una población de 100.240 habitantes (estimada INE para junio de 2015), la mayoría vive en Boconó y sus parroquias (Boconó, El Carmen y Mosquey), con un aproximado de 63.066 habitantes, mientras que en el resto del municipio, viven los 37.184 restantes. Boconó, con esa cantidad de habitantes, es la segunda ciudad en población de todo el estado, siendo superada únicamente por la ciudad de Valera con 137.409 hab. (Valera-Carvajal 160.276), y siguiéndole por detrás, la capital estatal, Trujillo (41.987 hab.).

## Política y gobierno

### Alcaldes
| Período     | Alcalde                   | Partido político / Alianza | % de votos | Notas |
| ----------- | ------------------------- | -------------------------- | ---------- | --- |
| 1989 - 1992 | Rodolfo Berrios González  | AD                         | 48,83      | Primer alcalde bajo elecciones directas |
| 1992 - 1995 | Pedro Rosales             | COPEI                      | 38,27      | Segundo alcalde bajo elecciones directas |
| 1995 - 2000 | Víctor Raúl Rojas Briceño | AD                         | -          | Tercer alcalde bajo elecciones directas (se realizaron elecciones generales adelantadas en el 2000 debido a la aprobación de la Constitución de 1999) |
| 2000 - 2004 | Marcos Ojeda              | MVR                        | 64,70      | Cuarto alcalde bajo elecciones directas |
| 2004 - 2008 | Marcos Ojeda              | MVR                        | 49,55      | Reelecto |
| 2008 - 2009 | Luis Cabezas              | PSUV                       | 75,14      | Quinto alcalde bajo elecciones directas |
| 2009 - 2010 | Gregorio Vetencourt       | PSUV                       | -          | (Alcalde encargado) (El 31 de agosto de 2009, el entonces alcalde Luis Cabezas, psuvista y hermano del gobernador de Trujillo, Hugo Cabezas, murió ahogado en la isla de Margarita. Gregorio Vetencourt, copartidario de Cabezas, lo reemplazó como alcalde interino al ser presidente del Concejo Municipal |
| 2010 - 2013 | Miguel Marin              | PSUV                       | 71,03      | Sexto alcalde bajo elecciones directas (postergan 1 año las elecciones municipales pautadas para finales del 2012) |
| 2013 - 2017 | Gregorio Vetencourt       | PSUV                       | 77,12      | Séptimo alcalde bajo elecciones directas |
| 2017 - 2021 | Luis Hidalgo              | PSUV                       | 95,99      | Octavo alcalde bajo elecciones directas |
| 2021        | Yanny Terán               | PSUV                       | -          | Alcaldesa interino por ser presidente del Concejo Municipal, tras el fallecimiento del alcalde Luis Hidalgo el 16 de febrero de 2021 a causa del COVID-19 |
| 2021 - 2025 | Alejandro García          | PSUV                       | 43,07      | Noveno alcalde bajo elecciones directas |

### Concejo municipal
Período 1989 - 1992
| Concejales:            | Partido político / Alianza |
| ---------------------- | -------------------------- |
| Luis Gonzaga Barazarte | AD                         |
| Tarcisio Fernández     | AD                         |
| Maria De Manzanilla    | AD                         |
| Luis Omar Mejias       | AD                         |
| Pedro Rosales          | COPEI                      |
| Aldo Arriaga           | COPEI                      |
| Carmen Celina León     | COPEI                      |
| Pablo Alfredo Baptista | COPEI                      |
| Ovidio Valenzuela      | MAS                        |

Período 1992 - 1995
| Concejales:               | Partido político / Alianza |
| ------------------------- | -------------------------- |
| Rafael Delfín Quintero    | COPEI                      |
| Arevalo Ruíz Vásquez      | COPEI                      |
| Francisco Cabezas         | COPEI                      |
| Tereza de Hernández       | COPEI                      |
| José Tobías Montilla      | COPEI                      |
| Francisco Graterol Ruiz   | COPEI                      |
| Victor Raul Rojas Briceño | AD                         |
| Victor Zambrano           | AD                         |
| Maria de Manzanilla       | DEA                        |

Período 1995 - 2000
| Concejales:         | Partido político / Alianza |
| ------------------- | -------------------------- |
| Jair Emiro González | AD                         |
| Guillermo Yuguri    | AD                         |
| Victor Zambrano     | AD                         |
| Simon Moreno        | AD                         |
| Esther Baptista     | AD                         |
| Francisco Cabezas   | COPEI                      |
| Edicio Quevedo      | COPEI                      |
| Fulvio Monterolli   | COPEI                      |
| Alex Ramón Linares  | CONVERGENCIA               |

Período 2000 - 2005
| Concejales:       | Partido político / Alianza |
| ----------------- | -------------------------- |
| Luis Cabezas      | MVR                        |
| Juan Carlos Rivas | MVR                        |
| Hermes Villegas   | MVR                        |
| Henry Silva       | MVR                        |
| Victor Díaz       | MVR                        |
| Arturo González   | MVR                        |
| Juan José Briceño | MVR                        |

Período 2005 - 2013
| Concejales:          | Partido político / Alianza |
| -------------------- | -------------------------- |
| Fernando Parra       | MVR                        |
| Carmen Martorelly    | MVR                        |
| Luis Cabezas         | MVR                        |
| Hermes Villegas      | MVR                        |
| Nestor Valladares    | MVR                        |
| José Gregorio Valera | MVR                        |
| Gregorio Vetencourt  | MVR                        |

Período 2013 - 2018:
| Concejales          | Partido político / Alianza |
| ------------------- | -------------------------- |
| Ramón Milla         | PSUV                       |
| Napoleón Martorelly | PSUV                       |
| Pedro Villarroel    | PSUV                       |
| Maribel Diaz        | PSUV                       |
| Sandra Palencia     | PSUV                       |
| Fernando Parra      | PSUV                       |
| William Valladares  | PSUV                       |

Período 2018 - 2021
| Concejales        | Partido político / Alianza |
| ----------------- | -------------------------- |
| Alexander Mendoza | PSUV                       |
| Yohendy Hidalgo   | PSUV                       |
| Alexis Castillo   | PSUV                       |
| David Mejia       | PSUV                       |
| Yanny Terán       | PSUV                       |
| Maribel Díaz      | PSUV                       |
| Magaly Nava       | PSUV                       |
| Kevin Justo       | PSUV                       |
| Gladys Rojas      | PSUV                       |

Período 2021 - 2025
| Concejales          | Partido político / Alianza |
| ------------------- | -------------------------- |
| Francelia Briceño   | PSUV                       |
| Naudi Vasquez       | PSUV                       |
| José Palencia       | PSUV                       |
| Luz García          | PSUV                       |
| David Rodríguez     | PSUV                       |
| José Azuaje         | PSUV                       |
| Magaly Nava         | PSUV                       |
| Gregorio Vetancourt | FV                         |
| Esvi Santander      | FV                         |